# Маріам Дадіані
Маріам Дадіані (груз. მარიამ დადიანი між 1599 і 1609 роками — 1682) — цариця Картлі, дружина Ростома Багратіоні, дочка володаря Мігрелії Манучара Дадіані, єдинокровна сестра Левана II Дадіані і єдиноутробна сестра Кайхостро I Гуріелі.
У 1621 році вступила в шлюб з Симоном, сином Маміа II Гуріелі. Після вбивства Симоном батька брат Маріам забрав сестру і відвіз в Мігрелію, в Зугдіді. У 1634 році з дозволу перського шаха Маріам вступила в шлюб з Картлійським царем Ростомом. Шлюб був спрямований проти Теймураза I і імеретинського царя Георгія III. Після смерті Ростома в 1658 році, Маріам вийшла за Картлійського царя Вахтанга V (Шахнаваз I).
Маріам відновлювала зруйновані завойовниками церкви і монастирі — зокрема, заново відбудувала Болніській храм, оновила Руісску церкву й інші. Маріам збирала і відновлювала грузинські манускрипти, на власні кошти викуповувала цінні пергаменти. У 1633 — 1646 роках за допомогою Маріам був занований переписаний збірник «Картлис Цховреба».

## Біографія

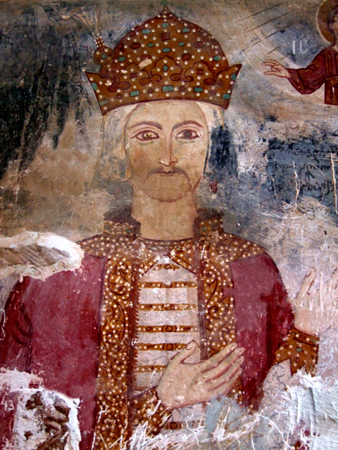

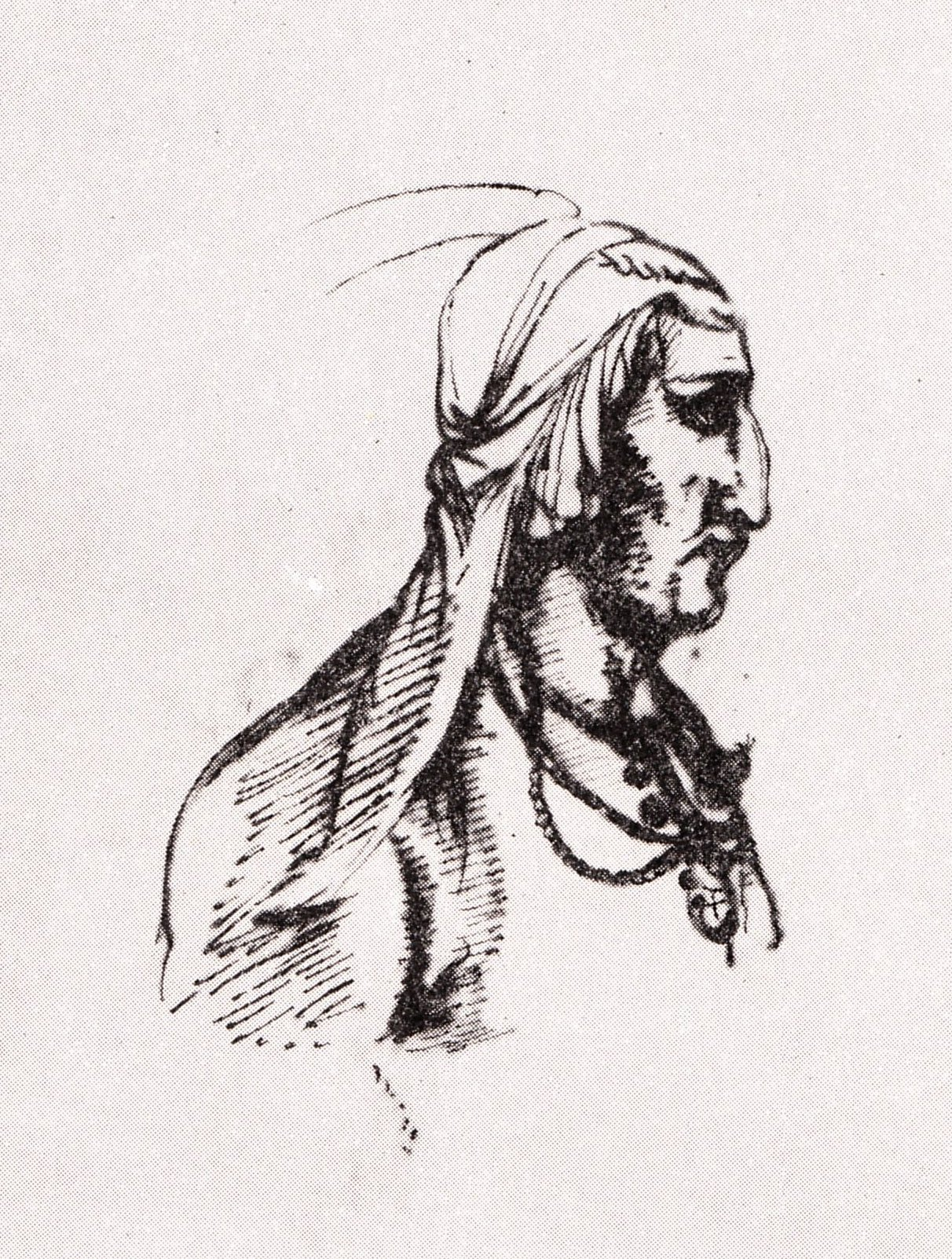

Маріам була дочкою можновладного князя Одіші (Мігрелії) Манучара I Дадіані, який правив в 1590 — 1611 роках. Його першою дружиною була Нестан-Дареджан Багратіоні, дочка царя Кахеті Олександра II. Відомо, що одружуватися на Нестан-Дареджан хотів Шах Аббас I, однак Олександр, був категорично проти цього шлюбу і терміново видав дочку за Манучара, володаря Одіші (Мігрелії).
За відомостями російських послів Кузьми Совина і Андрія Полуханова, Манучар одружився з Нестан-Дареджан в 1596 році. Виходячи з цієї дати, а також на підставі інформації Арканджело Ламберті, історик Ілля Антелава точно вирахував дату народження Левана, первістка Манучара і Нестан-Дареджан — 1597 рік, який також став роком смерті Нестан-Дареджан (Вахушті Багратіоні писав, що «при пологах померла Нестан-Дареджан»).

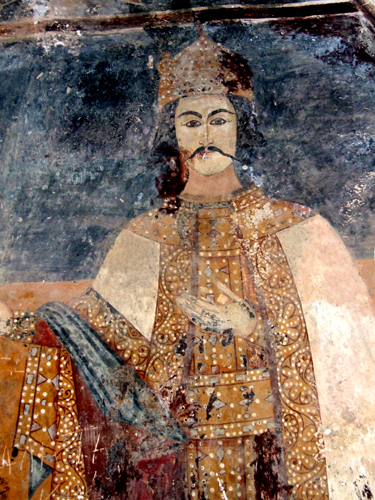
Леван II Дадіані, брат Маріам

Після жалоби по Нестан-Дареджан, за відомостями Вахушті, Манучар одружився з вдовою Вахтанга Гуріелі і дочкою атабага. Бері Егнаташвілі також пише, що Маріам була дочкою дочки атабага. За відомостями анонімного грузинського літописця, мати Маріам звали Тамар. Виходячи з цієї інформації, вважається, що мати Маріам була Тамар Джакелі, сином якої від першого шлюбу був Кайхосро I Гуріелі, політичний діяч Західної Грузії, що правив в Гурії в 1639 — 1658 роках. У Манучара і Тамари Джакелі було четверо дітей: Ереклє, Іесе, Маріам і ще одна дочка, ім'я якої не збереглося (в матеріалах російського посольства 1652 року, згадується друга сестра Левана Дадіані, відправлена до шаха Ірану). Невідомо, хто з дітей — Іесе, Ереклє, Маріам або неназвана сестра — був старше. Якщо вважати, що Маріам була старшою, то рік її народження не міг бути раніше 1599 року. Відомо, що Маріам стала дружиною Симона Гуріелі в 1621 році, в Грузії того часу же було заборонено дівчаткам вступати в шлюб до 12 років. З урахуванням цього закону, Маріам не могла народитися пізніше 1609 року, тому, найімовірніше, вона народилася між 1599 і 1609 роками.

### Дитинство
Згідно з грузинською традицією, знатних дітей віддавали на виховання підлеглим азнаурам (дворянам) або тавадам (князям). Тому можна припустити, що Маріам теж віддали на виховання в сім'ю будь-якого тавада або азнаурі. У складеному в 1634 році списку приданого, серед іншого, згадується наступне — «чесна, добре вихована, струнка як тростинка».
Маріам рано втратила батька. Як пише Вахушті, в 1611 році, під час полювання стадо оленів захопило і вбило його.

### Перший шлюб. Маріам і Симон Гуріелі

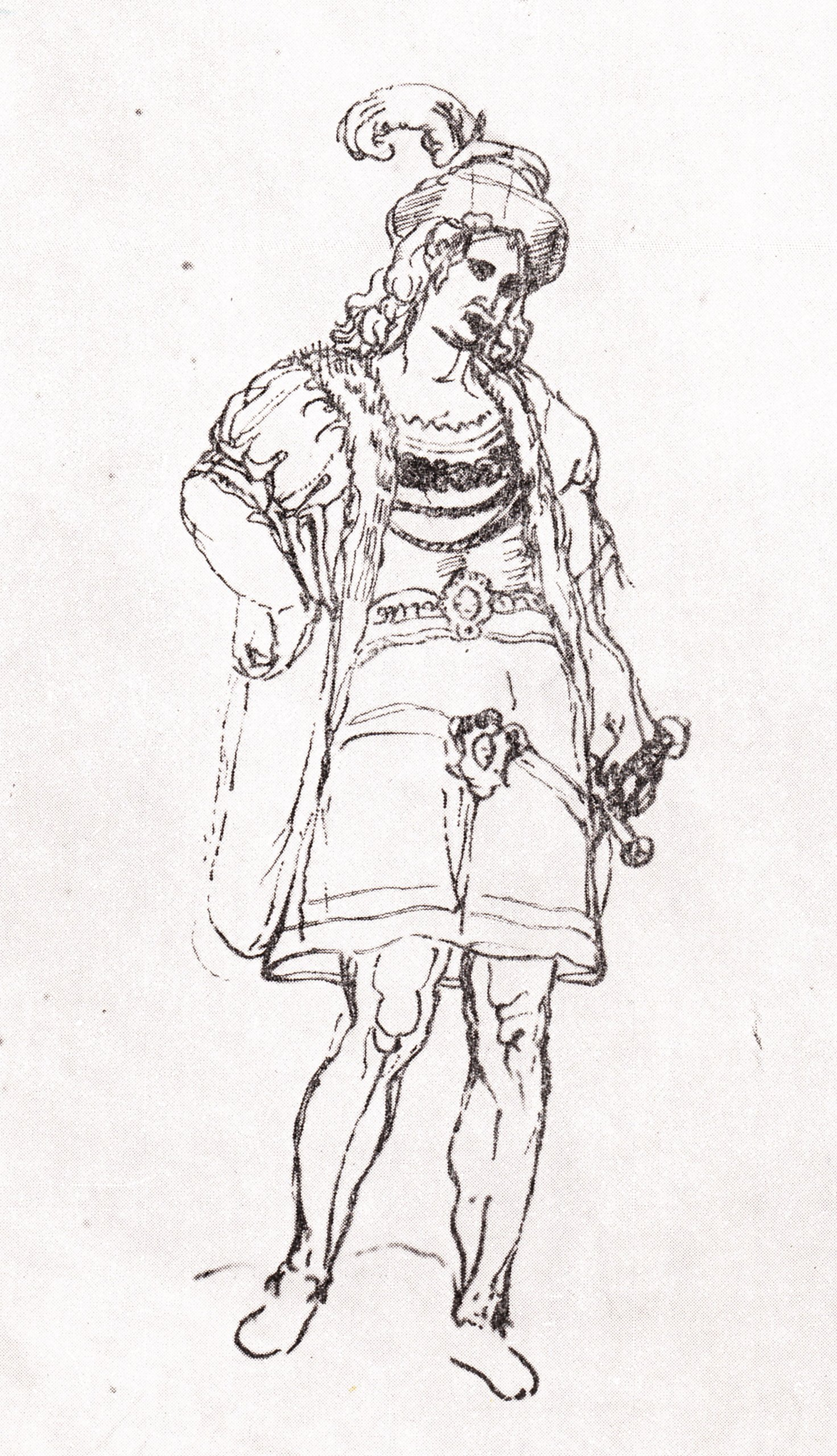
Симон II Гуріелі — перший чоловік Маріам Дадиани

Відповідно до однієї з хронік, в 1621 році Маріам стала дружиною сина володаря Гурії Маміі II Гуріелі Симона (в майбутньому став Симоном II Гуріелі). Народила сина Отіа. Маріам жила щасливо з Симоном до 1625 року — коли, мріявши про Гурійський трон, Симон вбив свого батька.
Дізнавшись про це, Леван II Дадіані, брат Маріам, вирішив скористатися ситуацією і підпорядкувати собі Гурійське князівство. Вирішальна битва між ним і Симоном сталася біля Ланчхуті. Леван жорстоко покарав свого супротивника — виколов йому очі, а сестру забрав з собою в Мігрелію. Володарем (мтаваров) Гурії Леван призначив католікоса Західної Грузії Малахію (Гуріелі), а співправителем брата Маріам по матері Кайхосро I.
Після цих подій напротязі семи років Маріам жила при дворі брата в Зугдіді і займалася лише вихованням сина Отії.

### Другий шлюб. Сходження на престол в Картлі

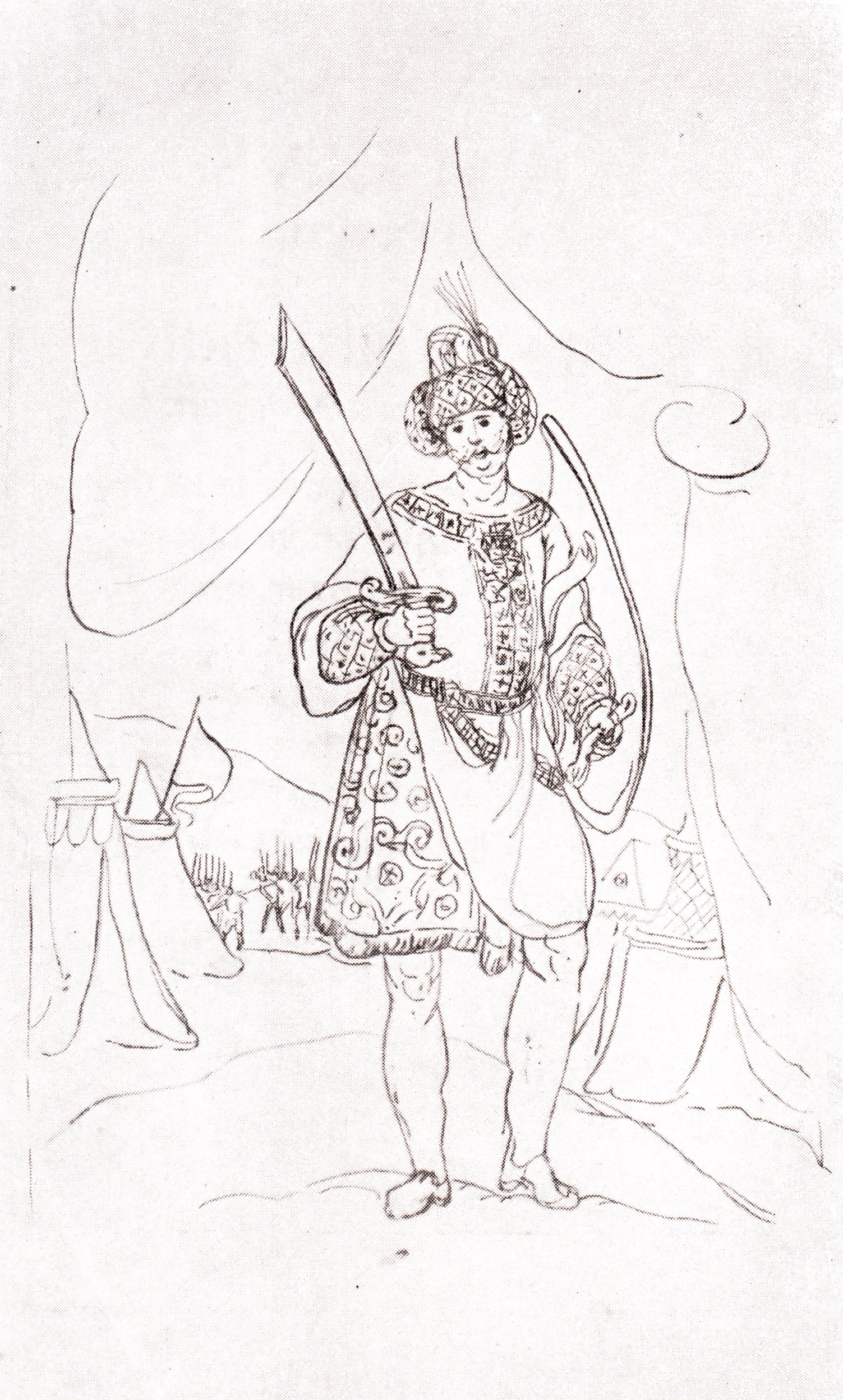
цар Зростанням — другий чоловік Маріам Дадиани

В 1632 році з дозволу перського шаха Сефі I на картлійський трон зійшов омусульманенний грузинський царевич Ростом Багратіоні.
За спогадами сучасників, Ростом Багратіоні був обдарованим, розумним, але в той же час хитрою та далекоглядною людиною. Спочатку Ростом став начальником шахської гвардії, а потім став керуючим міста Ісфаган. Після того, як Ростом взяв участь в перевороті в Ірані 1629 році, підсумком якого стало сходження на престол шаха Сефі I, Хосров-Мірза, він же Ростом Багратіоні, став другою людиною в державі.
Після відсторонення від трону Картлі непокірного Теймураза I, 3 листопада 1631 року, Сефі I призначив царем Картлі Ростома.
В 1626 році, перебуваючи в Картлі, католицький місіонер П'єтро Аватабілі зазначає, що «новий цар ще не приїхавши вже мріяв про одруження на сестрі Дадіані, володаря Одіші, і не втомлювався посилати гінця за гінцем».
Однак, в той же час з інших джерел відомо, що приїхавши в Картлі Ростом одружився з Кетеван, дочкою князя Горджаспа Абашішвілі (з роду Бараташвілі), і тільки після смерті своєї першої дружини він одружився з Маріам. Вахушті Багратіоні пише: «після смерті першої своєї дружини вирушив Ростом до Левана і віддав він йому в дружини сестру свою». Ростом боявся сховавшогося в Імереті Теймураза, і хотів заручитися підтримкою могутніх союзників. Саме цим був обумовлений шлюб Картлійського царя і сестри володаря Мігрелії. І якщо Ростом хотів здобути Теймураза для посилення влади в Картлі, то метою Левана було отримання імеретинського царства.
В 1633 році володар Мігрелії відправив в Картлі посольство під керуванням Ніколоза (Никифора) Ірубакідзе-Чолокашвілі, яке повинно було обговорити умови майбутнього весілля.
Зустріч між Леваном і Ростома сталася біля села Багдаті, на мосту Кака. Ростом вийшов з Картлі з 30 000-м військом і став табором біля села Оцхе. Леван вийшов також з великим військом і встав біля села Сачхеідзе.
Дізнавшись про це цар Імереті Георгій III вирішив зірвати небезпечне для нього політичне весілля. Імеретинське військо перерізало шлях мігрельських власникові, Георгій вирішив розвідати обставини і з малим загоном підійшов до ворога, але зрадник в свиті Георгія розповів про все Левану і той взяв у полон царя Імереті.

### Державна діяльність
Відразу після воцаріння в Картлі Маріам без відома Ростома звільнила від податків тбіліських селян, це було, щонайменше, дивним для Картлі феодальної епохи.
Відомо, що спочатку Маріам була категорично проти шлюбу зі старим мусульманином, але зрозумівши, що чинити опір братові не мало сенсу, умовою весілля назвала рівні права в управлінні царством. Через важку ситуацію, коли для збереження трону Ростому був необхідний альянс з Леваном, він погодився на ці умови.
Будучи царицею Картлі, Маріам багато сприяла будівництву безлічі нових церков і відновленню старих. Під її керівництвом був переписаний найважливіший пам'ятник грузинської історії — «Картліс Цховреба» (Житіє Картлі). Цар Ростом, будучи з дитинства мусульманином, вихованим в Персії, став насаджувати в Грузії іранські звичаї, при ньому були введені перські посади, в грузинську мову впроваджена перська лексика, в грузинську культуру — перська і мусульманська, що згубно відбивалося на національній самосвідомісті грузин. Попри те, що його правління було відзначено стабільністю, спокоєм, зміцненням державної влади і навіть економічним підйомом, через активну іранізаціі Картлі в грузинському суспільстві зростало невдоволення правлінням Ростома. Одним з лідерів опозиційно налаштованої частини суспільства став духівник цариці Маріам — католікос Евдемоз I (Діасамідзе). Він, не боячись, говорив Ростому в обличчя: «Ти батько рідний для мусульман, а для християн ти — вітчим!». У 1642 році під керівництвом католікоса була організована змова проти царя, проте змова була розкрита, католікос заарештований і згодом задушений. Однак, цариця Маріам продовжила справу свого духовного батька в частині збереження грузинської культури.
Для розуміння ролі Маріам в політичному житті вкрай важливо оцінити події після смерті Ростома. Створена в XVIII столітті хроніка «Житіє Картлі» пише:
|  | Цар Ростом помер в місті Тбілісі. Чи не бажала плакати ні цариця, ні народ. Заради пристойності поплакали день-два. Татари внесли його до фортеці, щоб поховати в місті Кумі. Джемал хан теж був там, ввів Маріам в фортецю і хотів відправити її до шаха. |

Але Маріам відмовилася вирушити до Ірану і відрядила до шаха посла князя Папуна Ціцішвілі, який і доповів шахові про смерть Ростома, і віддав йому лист від Маріам. Текст листа Маріам до шаха невідомий, проте його зміст відомо з листа Маріам до свого радника 1658 року. Вона просила вважати її матір'ю Шахнаваза (Вахтанг V), тобто залишитися на троні. З «Життя Картлі» відомо, що: подальші події описує нам царевич Вахушті:
|  | Дізнавшись про це, шах подарував Вахтангу царство в Картлі і дари великі, і скарби Ростома, і велів брати шлюб із царицею Маріам. Отримавши ці новини, Заар еріставі відступив в Душеті і не захотів підкоритися Вахтангу, і відмовився від сватання теж з ним, бо Заар [до того] просив у Вахтанга дочку його за сина свого. А Вахтангу було важко одружуватися із царицею Маріам, бо був він одружений з Родам, дочкою Каплана, піднесеною й доброчесною, проте безсилий [Вахтанг] відпустив Родам і одружився з Маріам. |

### Третій шлюб. Маріам і Вахтанг
У 1654 році Ростом визнав своїм прийомним сином і спадкоємцем трону Вахтанга Багратіоні-Мухранського. У той же рік царевича відправили в Персію, звідки повернувся мусульманин Шахнаваз, він же Вахтанг V. Після смерті Ростома шах призначив царем Картлі Вахтанга, проте умовою царювання назвав одруження з Маріам. Вахтанг був змушений розлучитися зі своєю першою дружиною, Родам Орбеліані і одружитися з Маріам. З документів того часу відомо, що Маріам на рівних правила державою — в одному з документів 1664 року Маріам пише: « Багато зробила я доброго для Грузії і довго панувала над нею»
Маріам використовувала амбіції свого чоловіка для власних цілей — після смерті Левана II 17 березня 1657 року, в винекшій битві за мігрельський престол Маріам зайняла сторону Ліпарита Дадіані, так як він був сином її брата. Ситуацією, що склалася скористався князь Саліпартіано Вамех Дадіані, який за допомогою царя Імереті через кілька тижнів зійшов на престол. Спроба дворян Мігрелії своїми силами звести на престол Ліпарита Дадіані скінчилася нічим, і останній був змушений вирушити по допомогу до родичів своєї бабки: Кайхосро Гуріелі і Ахалціхського паші. Потім Ліпарит вирушив у Горі до своєї тітки, де отримав Картлійське військо під проводом князя Зазі Ціцішвілі. Війська союзників увійшли в Мігрелію, і Вамех III Дадіані був змушений бігти в Імереті. Ліпарита підтримували як світська, так і релігійна влади — зокрема католікос Іларіон, але втриматися при владі Ліпарит не зміг. Цар Імереті Олександр III ввів свої війська в Мігрелію і розгромив військо Ахалціхського паші і Ліпарита і посадив володарем Вамеха III. Подальша доля Ліпарита невідома — за однією з версій, він помер в битві, а за відомостями царевича Вахушті, він разом з Кайхосро Гуріелі вирушив до Стамбула, де і помер.
Маріам болісно зустріла звістку про перемогу Вамеха в Мігрелії, проте спочатку нічого не могла зробити — незабаром Вамех став царем Імереті, а через деякий час спробував захопити і Гурію, де отримав відсіч від Кайхосро. Переляканий Вамех порушив договір з Шахнаваз (Вахтанг V), і для збереження влади в Імереті терміново видав свою дочку за тамтешнього князя Бежана Гогоберідзе, хоча за договором Вамех повинен був видати свою дочку в шлюб із сином Вахтангом. Французький мандрівник Жан Шарден пише: «Маріам … попросила свого чоловіка захистити інтереси її родича, і повернути йому трон, законним спадкоємцем якого він є».
Незабаром Вахтанг вторгся в Мігрелію і змусив Вамеха тікати в Сванетію, куди за наказом Вахтанга керуючий (Сардалі-Моурао) Лечхумі Хосіа Лашхішвілі відправив убивць і незабаром Вамех був убитий.
Володарем Мігрелії став інший племінник Маріам — Шамадавле, який взяв ім'я Леван III Дадіані.
Абесалом Тугуші зазначає, що при Вахтангу Маріам не тільки не віддалилася від політики, а навпаки, посилила свій вплив на політику Картлі.

### Смерть

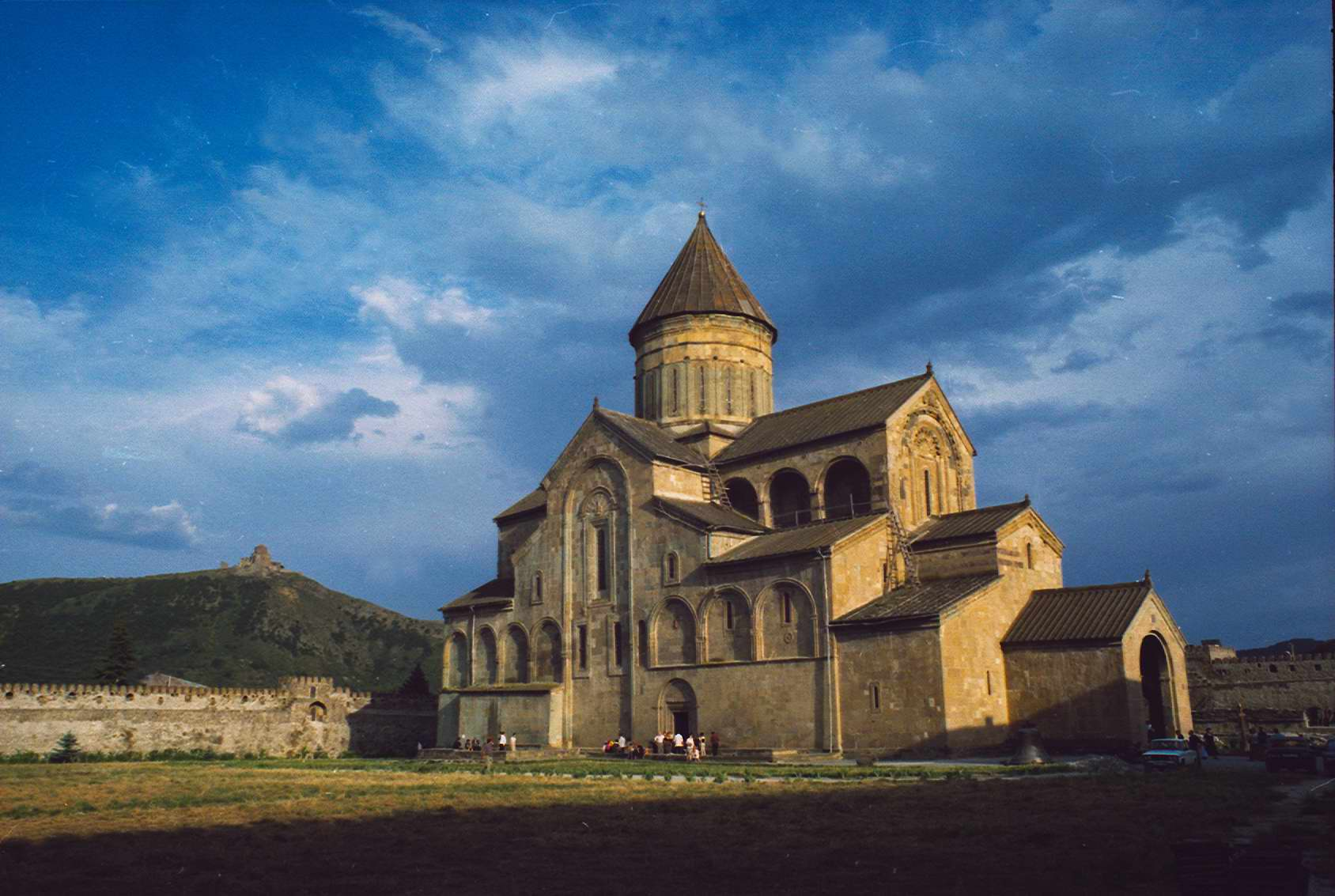
Місце поховання цариці Маріам — собор Светіцховелі.

Маріам померла в глибокій старості і з великою пошаною була похована в Свєтіцховелі. Точна дата її смерті невідома, так як надгробок тріснутий в тому місці, де повинна бути дата смерті. Збереглася епітафія надгробка, в якій мовиться:
| Дочка: Дадіані: Цариця: Грузії Маріам: Лежу: У малій: Гробниці: Це Ті, що бачать: Вибачте гріхи мої: Заради Бога: Христа: ---: Хоронікона Оригінальний текст (груз.) ასული:დადიანისა:დე(დო)ფალი:საქართველოსამარიამ:დავემკდრე:მცირესა:ამას:ს(ა)ფლავსამხილველნი:შენდობასგვიბრძანებდეთ:ღ(უ)თისგულისათვის:ქ(რისტეს)სა ჩქპ...ქ(რონი)კ(ონ)სა ს:ტ...; |

У Грузії в те століття дати позначалися буквами — відповідно, збережені в кінці літери означали 1680 рік, однак, на думку Абесалома Тугуші, в кінці відсутні цифри, що позначають десятиліття і рік, і, відповідно, ця дата не придатна для ідентифікації року смерті.
Хроніки того часу також не дають точної дати — згідно хроніці Парсадана Горгіджанідзе Маріам померла в 1681 році. Найбільше число сучасників і творів того часу (царевич Вахушті в «Історії царства Грузинського», Іесе Чхеїдзе в переписаній ним в XVII столітті «Жамгулані», «Картліс Цховреба» і «Жамнов» XVII століття) називають роком смерті 1682 рік. У хроніці Габріела Мікадзе роком смерті названий 1683 рік.
Її син, Отіа Гуріелі, виховувався при дворі царя Ростома, був одружений з дочкою арагвського ерістава Заала і помер в 1645/6 році, залишивши сина Ліпарі (? — 1658).

## Маріам Дадіані в іконографії
На сьогоднішній день збереглося кілька зображень Маріам на фресках і один портрет сучасника олівцем. Сама рання фреска із зображенням Маріам зберігається на південно-східній частині Цаленджихського храму, напис під фрескою говорить: «Пані Маріам, дочка володаря Манучара».
У Мартвільському храмі так само існує зображення жінки в дорогій короні з маленьким сином — яке на думку Абесалом Тугуша є зображенням Маріам.
Третя фреска Маріам перебувала на південно-східній колоні храму Свєтіцховелі. Про її існування відомо завдяки Григорію Гагаріну — він замалював фреску і опублікував в своєму альбомі.
Фреска Маріам Дадіані існує і в Єрусалимі — в грузинському монастирі Хреста. Подорожуючи в 1775 році Тімоте Габашвілі так описує цю фреску: «Намальована Цариця Картлі, дочка Дадіані, цариця Маріам, володарка Картлі»
У 1845 році Ніко Чубінішвілі перемалював цю фреску, а в 1980 році її опублікував Борис Канделакі.
Портрет Маріам, виконаний католицьким місіонером доном Кристофоро де Кастеллі, був намальований ним в період його перебування в Мігрелії. Відомо, що коли Бежан Гіоргадзе перекладав написи Кастеллі, з великими труднощами вдалося розібрати наступні написи — цариця Грузії і Колхіда.
В церкві Святого Георгія в селищі Згудері, на північ від міста Горі, на південних дверях церкви є шестистрічний напис, виведений шрифтом «асомтаврулі»:

## Фрагмент родового древа Маріам Дадіані
|  |  |                           |                           |                           |                           |                           |                           |  |  |                                         |                                         |                                                   |                                                   |                                                   |                                                   |                                                   |                                                   |                                            |                                            |                                     |                                     |                                     |                                     |                            |                            |                            |                            |                              |                              |                              |                              | Маміа IV Володар Мігрелії ж.: дочка Ростома Гуріелі |                              |        |        |                                 |                                 |                                 |                                 |                                 |                                 |                                        |                                        |                                        |                                        |                                        |                                        |                              |                              |                              |                              |                              |                              |                            |                            |  |  |                                  |                                  |                                  |                                  |                                  |                                  |                                                |                                                |                                                          |                                                          |                                                          |                                                          |                                                          |                                                          |
|  |  |                           |                           |                           |                           |                           |                           |  |  |                                         |                                         |                                                   |                                                   |                                                   |                                                   |                                                   |                                                   |                                            |                                            |                                     |                                     |                                     |                                     |                            |                            |                            |                            |                              |                              |                              |                              |                                                     |                              |        |        |                                 |                                 |                                 |                                 |                                 |                                 |                                        |                                        |                                        |                                        |                                        |                                        |                              |                              |                              |                              |                              |                              |                            |                            |  |  |                                  |                                  |                                  |                                  |                                  |                                  |                                                |                                                |                                                          |                                                          |                                                          |                                                          |                                                          |                                                          |
|  |  |                           |                           |                           |                           |                           |                           |  |  |                                         |                                         |                                                   |                                                   |                                                   |                                                   |                                                   |                                                   |                                            |                                            |                                     |                                     |                                     |                                     |                            |                            |                            |                            |                              |                              |                              |                              |                                                     |                              |        |        |                                 |                                 |                                 |                                 |                                 |                                 |                                        |                                        |                                        |                                        |                                        |                                        |                              |                              |                              |                              |                              |                              |                            |                            |  |  |                                  |                                  |                                  |                                  |                                  |                                  |                                                |                                                |                                                          |                                                          |                                                          |                                                          |                                                          |                                                          |
|  |  |                           |                           |                           |                           |                           |                           |  |  |                                         |                                         | Нестан- Дареджан дочка царя Кахетії Олександра II | Нестан- Дареджан дочка царя Кахетії Олександра II | Нестан- Дареджан дочка царя Кахетії Олександра II | Нестан- Дареджан дочка царя Кахетії Олександра II | Нестан- Дареджан дочка царя Кахетії Олександра II | Нестан- Дареджан дочка царя Кахетії Олександра II |                                            |                                            | Манучар I Володар Мігрелії          | Манучар I Володар Мігрелії          | Манучар I Володар Мігрелії          | Манучар I Володар Мігрелії          | Манучар I Володар Мігрелії | Манучар I Володар Мігрелії |                            |                            | Тамара Джакелі               | Тамара Джакелі               | Тамара Джакелі               | Тамара Джакелі               | Тамара Джакелі                                      | Тамара Джакелі               |        |        | Вахтанг I Гуріелі Володар Гурії | Вахтанг I Гуріелі Володар Гурії | Вахтанг I Гуріелі Володар Гурії | Вахтанг I Гуріелі Володар Гурії | Вахтанг I Гуріелі Володар Гурії | Вахтанг I Гуріелі Володар Гурії |                                        |                                        |                                        |                                        |                                        |                                        | N.доч м.: Баграт цар Імереті | N.доч м.: Баграт цар Імереті | N.доч м.: Баграт цар Імереті | N.доч м.: Баграт цар Імереті | N.доч м.: Баграт цар Імереті | N.доч м.: Баграт цар Імереті |                            |                            |  |  |                                  |                                  |                                  |                                  |                                  |                                  | Георгій II князь Саліпартіано ж.: Анна Дадіані | Георгій II князь Саліпартіано ж.: Анна Дадіані | Георгій II князь Саліпартіано ж.: Анна Дадіані           | Георгій II князь Саліпартіано ж.: Анна Дадіані           | Георгій II князь Саліпартіано ж.: Анна Дадіані           | Георгій II князь Саліпартіано ж.: Анна Дадіані           |                                                          |                                                          |
|  |  |                           |                           |                           |                           |                           |                           |  |  |                                         |                                         | Нестан- Дареджан дочка царя Кахетії Олександра II | Нестан- Дареджан дочка царя Кахетії Олександра II | Нестан- Дареджан дочка царя Кахетії Олександра II | Нестан- Дареджан дочка царя Кахетії Олександра II | Нестан- Дареджан дочка царя Кахетії Олександра II | Нестан- Дареджан дочка царя Кахетії Олександра II |                                            |                                            | Манучар I Володар Мігрелії          | Манучар I Володар Мігрелії          | Манучар I Володар Мігрелії          | Манучар I Володар Мігрелії          | Манучар I Володар Мігрелії | Манучар I Володар Мігрелії |                            |                            | Тамара Джакелі               | Тамара Джакелі               | Тамара Джакелі               | Тамара Джакелі               | Тамара Джакелі                                      | Тамара Джакелі               |        |        | Вахтанг I Гуріелі Володар Гурії | Вахтанг I Гуріелі Володар Гурії | Вахтанг I Гуріелі Володар Гурії | Вахтанг I Гуріелі Володар Гурії | Вахтанг I Гуріелі Володар Гурії | Вахтанг I Гуріелі Володар Гурії |                                        |                                        |                                        |                                        |                                        |                                        | N.доч м.: Баграт цар Імереті | N.доч м.: Баграт цар Імереті | N.доч м.: Баграт цар Імереті | N.доч м.: Баграт цар Імереті | N.доч м.: Баграт цар Імереті | N.доч м.: Баграт цар Імереті |                            |                            |  |  |                                  |                                  |                                  |                                  |                                  |                                  | Георгій II князь Саліпартіано ж.: Анна Дадіані | Георгій II князь Саліпартіано ж.: Анна Дадіані | Георгій II князь Саліпартіано ж.: Анна Дадіані           | Георгій II князь Саліпартіано ж.: Анна Дадіані           | Георгій II князь Саліпартіано ж.: Анна Дадіані           | Георгій II князь Саліпартіано ж.: Анна Дадіані           |                                                          |                                                          |
|  |  |                           |                           |                           |                           |                           |                           |  |  |                                         |                                         |                                                   |                                                   |                                                   |                                                   |                                                   |                                                   |                                            |                                            |                                     |                                     |                                     |                                     |                            |                            |                            |                            |                              |                              |                              |                              |                                                     |                              |        |        |                                 |                                 |                                 |                                 |                                 |                                 |                                        |                                        |                                        |                                        |                                        |                                        |                              |                              |                              |                              |                              |                              |                            |                            |  |  |                                  |                                  |                                  |                                  |                                  |                                  |                                                |                                                |                                                          |                                                          |                                                          |                                                          |                                                          |                                                          |
|  |  |                           |                           |                           |                           |                           |                           |  |  |                                         |                                         |                                                   |                                                   |                                                   |                                                   |                                                   |                                                   |                                            |                                            |                                     |                                     |                                     |                                     |                            |                            |                            |                            |                              |                              |                              |                              |                                                     |                              |        |        |                                 |                                 |                                 |                                 |                                 |                                 |                                        |                                        |                                        |                                        |                                        |                                        |                              |                              |                              |                              |                              |                              |                            |                            |  |  |                                  |                                  |                                  |                                  |                                  |                                  |                                                |                                                |                                                          |                                                          |                                                          |                                                          |                                                          |                                                          |
|  |  |                           |                           |                           |                           |                           |                           |  |  |                                         |                                         |                                                   |                                                   |                                                   |                                                   |                                                   |                                                   |                                            |                                            |                                     |                                     |                                     |                                     |                            |                            |                            |                            |                              |                              |                              |                              |                                                     |                              |        |        |                                 |                                 |                                 |                                 |                                 |                                 |                                        |                                        |                                        |                                        |                                        |                                        |                              |                              |                              |                              |                              |                              |                            |                            |  |  |                                  |                                  |                                  |                                  |                                  |                                  |                                                |                                                |                                                          |                                                          |                                                          |                                                          |                                                          |                                                          |
|  |  |                           |                           |                           |                           |                           |                           |  |  |                                         |                                         |                                                   |                                                   |                                                   |                                                   |                                                   |                                                   |                                            |                                            |                                     |                                     |                                     |                                     |                            |                            |                            |                            |                              |                              |                              |                              |                                                     |                              |        |        |                                 |                                 |                                 |                                 |                                 |                                 |                                        |                                        |                                        |                                        |                                        |                                        |                              |                              |                              |                              |                              |                              |                            |                            |  |  |                                  |                                  |                                  |                                  |                                  |                                  |                                                |                                                |                                                          |                                                          |                                                          |                                                          |                                                          |                                                          |
|  |  | Леван II Володар Мігрелії | Леван II Володар Мігрелії | Леван II Володар Мігрелії | Леван II Володар Мігрелії | Леван II Володар Мігрелії | Леван II Володар Мігрелії |  |  | Симон II Гуріелі Володар Гурії 1-й шлюб | Симон II Гуріелі Володар Гурії 1-й шлюб | Симон II Гуріелі Володар Гурії 1-й шлюб           | Симон II Гуріелі Володар Гурії 1-й шлюб           | Симон II Гуріелі Володар Гурії 1-й шлюб           | Симон II Гуріелі Володар Гурії 1-й шлюб           |                                                   |                                                   | Маріам 3-й м.: Вахтанг V цар Картлі        | Маріам 3-й м.: Вахтанг V цар Картлі        | Маріам 3-й м.: Вахтанг V цар Картлі | Маріам 3-й м.: Вахтанг V цар Картлі | Маріам 3-й м.: Вахтанг V цар Картлі | Маріам 3-й м.: Вахтанг V цар Картлі |                            |                            | Ростом цар Картлі 2-й шлюб | Ростом цар Картлі 2-й шлюб | Ростом цар Картлі 2-й шлюб   | Ростом цар Картлі 2-й шлюб   | Ростом цар Картлі 2-й шлюб   | Ростом цар Картлі 2-й шлюб   |                                                     |                              | Ерекле | Ерекле | Ерекле                          | Ерекле                          | Ерекле                          | Ерекле                          |                                 |                                 | Іесе                                   | Іесе                                   | Іесе                                   | Іесе                                   | Іесе                                   | Іесе                                   |                              |                              | N.доч м.: Сефи I шах Ірана   | N.доч м.: Сефи I шах Ірана   | N.доч м.: Сефи I шах Ірана   | N.доч м.: Сефи I шах Ірана   | N.доч м.: Сефи I шах Ірана | N.доч м.: Сефи I шах Ірана |  |  | Кайхосро I Гуріелі Володар Гурії | Кайхосро I Гуріелі Володар Гурії | Кайхосро I Гуріелі Володар Гурії | Кайхосро I Гуріелі Володар Гурії | Кайхосро I Гуріелі Володар Гурії | Кайхосро I Гуріелі Володар Гурії |                                                |                                                | Вамех III Володар Мігрелії цар Імереті ж.: Олена Гуріелі | Вамех III Володар Мігрелії цар Імереті ж.: Олена Гуріелі | Вамех III Володар Мігрелії цар Імереті ж.: Олена Гуріелі | Вамех III Володар Мігрелії цар Імереті ж.: Олена Гуріелі | Вамех III Володар Мігрелії цар Імереті ж.: Олена Гуріелі | Вамех III Володар Мігрелії цар Імереті ж.: Олена Гуріелі |
|  |  | Леван II Володар Мігрелії | Леван II Володар Мігрелії | Леван II Володар Мігрелії | Леван II Володар Мігрелії | Леван II Володар Мігрелії | Леван II Володар Мігрелії |  |  | Симон II Гуріелі Володар Гурії 1-й шлюб | Симон II Гуріелі Володар Гурії 1-й шлюб | Симон II Гуріелі Володар Гурії 1-й шлюб           | Симон II Гуріелі Володар Гурії 1-й шлюб           | Симон II Гуріелі Володар Гурії 1-й шлюб           | Симон II Гуріелі Володар Гурії 1-й шлюб           |                                                   |                                                   | Маріам 3-й м.: Вахтанг V цар Картлі        | Маріам 3-й м.: Вахтанг V цар Картлі        | Маріам 3-й м.: Вахтанг V цар Картлі | Маріам 3-й м.: Вахтанг V цар Картлі | Маріам 3-й м.: Вахтанг V цар Картлі | Маріам 3-й м.: Вахтанг V цар Картлі |                            |                            | Ростом цар Картлі 2-й шлюб | Ростом цар Картлі 2-й шлюб | Ростом цар Картлі 2-й шлюб   | Ростом цар Картлі 2-й шлюб   | Ростом цар Картлі 2-й шлюб   | Ростом цар Картлі 2-й шлюб   |                                                     |                              | Ерекле | Ерекле | Ерекле                          | Ерекле                          | Ерекле                          | Ерекле                          |                                 |                                 | Іесе                                   | Іесе                                   | Іесе                                   | Іесе                                   | Іесе                                   | Іесе                                   |                              |                              | N.доч м.: Сефи I шах Ірана   | N.доч м.: Сефи I шах Ірана   | N.доч м.: Сефи I шах Ірана   | N.доч м.: Сефи I шах Ірана   | N.доч м.: Сефи I шах Ірана | N.доч м.: Сефи I шах Ірана |  |  | Кайхосро I Гуріелі Володар Гурії | Кайхосро I Гуріелі Володар Гурії | Кайхосро I Гуріелі Володар Гурії | Кайхосро I Гуріелі Володар Гурії | Кайхосро I Гуріелі Володар Гурії | Кайхосро I Гуріелі Володар Гурії |                                                |                                                | Вамех III Володар Мігрелії цар Імереті ж.: Олена Гуріелі | Вамех III Володар Мігрелії цар Імереті ж.: Олена Гуріелі | Вамех III Володар Мігрелії цар Імереті ж.: Олена Гуріелі | Вамех III Володар Мігрелії цар Імереті ж.: Олена Гуріелі | Вамех III Володар Мігрелії цар Імереті ж.: Олена Гуріелі | Вамех III Володар Мігрелії цар Імереті ж.: Олена Гуріелі |
|  |  |                           |                           |                           |                           |                           |                           |  |  |                                         |                                         |                                                   |                                                   |                                                   |                                                   |                                                   |                                                   |                                            |                                            |                                     |                                     |                                     |                                     |                            |                            |                            |                            |                              |                              |                              |                              |                                                     |                              |        |        |                                 |                                 |                                 |                                 |                                 |                                 |                                        |                                        |                                        |                                        |                                        |                                        |                              |                              |                              |                              |                              |                              |                            |                            |  |  |                                  |                                  |                                  |                                  |                                  |                                  |                                                |                                                |                                                          |                                                          |                                                          |                                                          |                                                          |                                                          |
|  |  |                           |                           |                           |                           |                           |                           |  |  |                                         |                                         |                                                   |                                                   |                                                   |                                                   |                                                   |                                                   |                                            |                                            |                                     |                                     |                                     |                                     |                            |                            |                            |                            |                              |                              |                              |                              |                                                     |                              |        |        |                                 |                                 |                                 |                                 |                                 |                                 |                                        |                                        |                                        |                                        |                                        |                                        |                              |                              |                              |                              |                              |                              |                            |                            |  |  |                                  |                                  |                                  |                                  |                                  |                                  |                                                |                                                |                                                          |                                                          |                                                          |                                                          |                                                          |                                                          |
|  |  |                           |                           |                           |                           |                           |                           |  |  |                                         |                                         |                                                   |                                                   | Отіа ж.: N. доч арагвського еристава Заала        | Отіа ж.: N. доч арагвського еристава Заала        | Отіа ж.: N. доч арагвського еристава Заала        | Отіа ж.: N. доч арагвського еристава Заала        | Отіа ж.: N. доч арагвського еристава Заала | Отіа ж.: N. доч арагвського еристава Заала |                                     |                                     |                                     |                                     |                            |                            |                            |                            | Ліпарит III Володар Мігрелії | Ліпарит III Володар Мігрелії | Ліпарит III Володар Мігрелії | Ліпарит III Володар Мігрелії | Ліпарит III Володар Мігрелії                        | Ліпарит III Володар Мігрелії |        |        |                                 |                                 |                                 |                                 |                                 |                                 | Леван III (Шамадавле) Володар Мігрелії | Леван III (Шамадавле) Володар Мігрелії | Леван III (Шамадавле) Володар Мігрелії | Леван III (Шамадавле) Володар Мігрелії | Леван III (Шамадавле) Володар Мігрелії | Леван III (Шамадавле) Володар Мігрелії |                              |                              |                              |                              |                              |                              |                            |                            |  |  |                                  |                                  |                                  |                                  |                                  |                                  | Георгій III князь Саліпартіано                 | Георгій III князь Саліпартіано                 | Георгій III князь Саліпартіано                           | Георгій III князь Саліпартіано                           | Георгій III князь Саліпартіано                           | Георгій III князь Саліпартіано                           |                                                          |                                                          |
|  |  |                           |                           |                           |                           |                           |                           |  |  |                                         |                                         |                                                   |                                                   | Отіа ж.: N. доч арагвського еристава Заала        | Отіа ж.: N. доч арагвського еристава Заала        | Отіа ж.: N. доч арагвського еристава Заала        | Отіа ж.: N. доч арагвського еристава Заала        | Отіа ж.: N. доч арагвського еристава Заала | Отіа ж.: N. доч арагвського еристава Заала |                                     |                                     |                                     |                                     |                            |                            |                            |                            | Ліпарит III Володар Мігрелії | Ліпарит III Володар Мігрелії | Ліпарит III Володар Мігрелії | Ліпарит III Володар Мігрелії | Ліпарит III Володар Мігрелії                        | Ліпарит III Володар Мігрелії |        |        |                                 |                                 |                                 |                                 |                                 |                                 | Леван III (Шамадавле) Володар Мігрелії | Леван III (Шамадавле) Володар Мігрелії | Леван III (Шамадавле) Володар Мігрелії | Леван III (Шамадавле) Володар Мігрелії | Леван III (Шамадавле) Володар Мігрелії | Леван III (Шамадавле) Володар Мігрелії |                              |                              |                              |                              |                              |                              |                            |                            |  |  |                                  |                                  |                                  |                                  |                                  |                                  | Георгій III князь Саліпартіано                 | Георгій III князь Саліпартіано                 | Георгій III князь Саліпартіано                           | Георгій III князь Саліпартіано                           | Георгій III князь Саліпартіано                           | Георгій III князь Саліпартіано                           |                                                          |                                                          |
|  |  |                           |                           |                           |                           |                           |                           |  |  |                                         |                                         |                                                   |                                                   | Ліпар                                             |                                                   |                                                   |                                                   |                                            |                                            |                                     |                                     |                                     |                                     |                            |                            |                            |                            |                              |                              |                              |                              |                                                     |                              |        |        |                                 |                                 |                                 |                                 |                                 |                                 |                                        |                                        |                                        |                                        |                                        |                                        |                              |                              |                              |                              |                              |                              |                            |                            |  |  |                                  |                                  |                                  |                                  |                                  |                                  |                                                |                                                |                                                          |                                                          |                                                          |                                                          |                                                          |                                                          |